# أوفه بيدرسن (لاعب كرة قدم)
أوفه بيدرسن (بالدنماركية: Uffe Pedersen)‏ هو مدرب كرة قدم ولاعب كرة قدم دنماركي، ولد في 21 مارس 1954 في الدنمارك في مملكة الدنمارك. لعب مع فانكوفر وايتكابس ونادي أودنسه.

## وصلات خارجية
- أوفه بيدرسن (لاعب كرة قدم) على موقع قاعدة بيانات كرة القدم.إي يو (الإنجليزية)
- أوفه بيدرسن (لاعب كرة قدم) على موقع عالم كرة القدم.نت (الإنجليزية)